# Lago Milh
Il lago Milh o lago di Razzaza o lago Razazah è un lago iracheno, situato al centro del Paese, tra i governatorati di al-Anbar e di Kerbela.